# Équipe d'Espagne de football à la Coupe du monde 2014
Cet article relate le parcours de l’équipe d'Espagne de football lors de la Coupe du monde de football 2014 organisée au Brésil du 12 juin au 13 juillet 2014.

## Historique
L'Espagne est placée dans le groupe I des éliminatoires pour la Coupe du monde 2014 en compagnie de la France, la Géorgie, la Finlande et le Biélorussie. L'Espagne commence son parcours qualificatif le 11 septembre 2012 à Tbilissi en battant la Géorgie par 1 à 0 puis, le 12 octobre 2012, bat à Minsk le Belarus par 4 à 0. L'Espagne reçoit la France le 16 octobre au Stade Vicente Calderón de Madrid, les deux équipes se séparent sur un match nul 1-1 après que les Bleus aient égalisé à la dernière minute. Le 22 mars 2013, l'Espagne fait match nul 1-1 contre la Finlande chez elle et pointe à la 2e à deux points de la France. Le 26 mars 2013, l'Espagne bat la France au Stade de France 1 à 0 et reprend la tête du groupe. Le 6 septembre 2013, l'Espagne bat la Finlande 2 à 0 à Helsinki et compte désormais 3 points d'avance sur la France.
Le 15 octobre 2013, l'Espagne bat la Géorgie 2 à 0 et se qualifie pour la Coupe du monde en terminant à la première place de son groupe.
Les 16 et 19 novembre 2013, l'Espagne joue deux matchs amicaux en Afrique : d'abord face à la Guinée équatoriale à Malabo (victoire 2 à 1) et ensuite face à l'Afrique du Sud à Johannesbourg, dans le stade où l'Espagne a remporté la Coupe du monde de 2010 (Défaite 0 à 1) L'attaquant Diego Costa est convoqué pour la première fois mais il doit renoncer en raison d'une blessure.
Lors du tirage au sort du 6 décembre 2013, l'Espagne est placée dans le groupe B avec les Pays-Bas, le Chili et l'Australie. C'est la première fois dans l'histoire de la Coupe du monde que les finalistes de l'édition précédente se retrouvent dès le premier tour.
Avant la Coupe du monde, l'Espagne joue trois matchs amicaux face à l'Italie (victoire 1 à 0), la Bolivie (le 30 mai, victoire 2 à 0) et El Salvador (le 7 juin, victoire 2 à 0).
Lors de son premier match officiel à la Coupe du monde, l'Espagne fait face à une cruelle désillusion en perdant son premier match 5-1 face aux Pays-Bas. Ouvrant le score sur un pénalty plutôt généreux, les Espagnols sont rejoints juste avant la mi-temps. En seconde période, la Roja perd totalement le contrôle du match et accumule les erreurs individuelles (défenseurs centraux dépassés par Arjen Robben sur le second but néerlandais, mauvais contrôle d'Iker Casillas sur le quatrième but néerlandais...). Lors de son second match crucial pour rester en lice dans la Coupe du monde, l'Espagne manque cruellement d'efficacité et s'incline 2-0 face au Chili et se fait éliminer. La Roja sauve l'honneur en remportant un succès 3-0 face à l'Australie, équipe également déjà éliminée.

### Qualification

#### Groupe de qualification
| Rang | Équipe      | Pts | J | G | N | P | Bp | Bc | Diff |  | Résultats (▼ dom., ► ext.) |     |     |     |     |     |
| ---- | ----------- | --- | - | - | - | - | -- | -- | ---- |  | -------------------------- | --- | --- | --- | --- | --- |
| 1    | Espagne     | 20  | 8 | 6 | 2 | 0 | 14 | 3  | +11  |  | Espagne                    |     | 1-1 | 1-1 | 2-0 | 2-1 |
| 2    | France      | 17  | 8 | 5 | 2 | 1 | 15 | 6  | +9   |  | France                     | 0-1 |     | 3-0 | 3-1 | 3-1 |
| 3    | Finlande    | 9   | 8 | 2 | 3 | 3 | 5  | 9  | -4   |  | Finlande                   | 0-2 | 0-1 |     | 1-1 | 1-0 |
| 4    | Géorgie     | 5   | 8 | 1 | 2 | 5 | 3  | 10 | -7   |  | Géorgie                    | 0-1 | 0-0 | 0-1 |     | 1-0 |
| 5    | Biélorussie | 4   | 8 | 1 | 1 | 6 | 7  | 16 | -9   |  | Biélorussie                | 0-4 | 2-4 | 1-1 | 2-0 |     |

| 1er match                                                     | Géorgie | 0 – 1   | Espagne     |                                                                                    |                                                                                    |
| 11 septembre 2012 · 21 h 30 UTC+4 · Historique des rencontres |         | (0 - 0) | 86e Soldado | Stade Boris-Paichadze, Tbilissi Spectateurs : 54 598 Arbitrage : Svein Oddvar Moen | Stade Boris-Paichadze, Tbilissi Spectateurs : 54 598 Arbitrage : Svein Oddvar Moen |
| 11 septembre 2012 · 21 h 30 UTC+4 · Historique des rencontres | Rapport |         |             | Stade Boris-Paichadze, Tbilissi Spectateurs : 54 598 Arbitrage : Svein Oddvar Moen | Stade Boris-Paichadze, Tbilissi Spectateurs : 54 598 Arbitrage : Svein Oddvar Moen |

| 2e match                                                    | Biélorussie | 0 – 4   | Espagne                      |                                                                          |                                                                          |
| 12 octobre 2012 · 21 h 00 UTC+3 · Historique des rencontres |             | (0 - 2) | 12e Alba · 21e 69e 79e Pedro | Stade Dinamo, Minsk Spectateurs : 28 800 Arbitrage : Serge Gumienny (en) | Stade Dinamo, Minsk Spectateurs : 28 800 Arbitrage : Serge Gumienny (en) |
| 12 octobre 2012 · 21 h 00 UTC+3 · Historique des rencontres | Rapport     |         |                              | Stade Dinamo, Minsk Spectateurs : 28 800 Arbitrage : Serge Gumienny (en) | Stade Dinamo, Minsk Spectateurs : 28 800 Arbitrage : Serge Gumienny (en) |

| 3e match                                                    | Espagne   | 1 – 1   | France       |                                                                             |                                                                             |
| 16 octobre 2012 · 21 h 00 UTC+2 · Historique des rencontres | Ramos 25e | (1 - 0) | 90+4e Giroud | Stade Vicente-Calderón, Madrid Spectateurs : 46 825 Arbitrage : Felix Brych | Stade Vicente-Calderón, Madrid Spectateurs : 46 825 Arbitrage : Felix Brych |
| 16 octobre 2012 · 21 h 00 UTC+2 · Historique des rencontres | Rapport   |         |              | Stade Vicente-Calderón, Madrid Spectateurs : 46 825 Arbitrage : Felix Brych | Stade Vicente-Calderón, Madrid Spectateurs : 46 825 Arbitrage : Felix Brych |

| 4e match                                                 | Espagne   | 1 – 1   | Finlande  |                                                                   |                                                                   |
| 22 mars 2013 · 20 h 45 UTC+1 · Historique des rencontres | Ramos 49e | (0 - 0) | 79e Pukki | El Molinón, Gijón Spectateurs : 27 637 Arbitrage : Ovidiu Haţegan | El Molinón, Gijón Spectateurs : 27 637 Arbitrage : Ovidiu Haţegan |
| 22 mars 2013 · 20 h 45 UTC+1 · Historique des rencontres | Rapport   |         |           | El Molinón, Gijón Spectateurs : 27 637 Arbitrage : Ovidiu Haţegan | El Molinón, Gijón Spectateurs : 27 637 Arbitrage : Ovidiu Haţegan |

| 5e match                                                 | France  | 0 – 1   | Espagne   |                                                                             |                                                                             |
| 26 mars 2013 · 21 h 00 UTC+1 · Historique des rencontres |         | (0 - 0) | 58e Pedro | Stade de France, Saint-Denis Spectateurs : 78 329 Arbitrage : Viktor Kassai | Stade de France, Saint-Denis Spectateurs : 78 329 Arbitrage : Viktor Kassai |
| 26 mars 2013 · 21 h 00 UTC+1 · Historique des rencontres | Rapport |         |           | Stade de France, Saint-Denis Spectateurs : 78 329 Arbitrage : Viktor Kassai | Stade de France, Saint-Denis Spectateurs : 78 329 Arbitrage : Viktor Kassai |

| 6e match                                                   | Finlande | 0 – 2   | Espagne                |                                                                      |                                                                      |
| 6 septembre 2013 · 21:30 UTC+3 · Historique des rencontres |          | (0 - 1) | 19e Alba · 86e Negredo | Olympiastadion, Helsinki Spectateurs : 37 492 Arbitrage : Ivan Bebek | Olympiastadion, Helsinki Spectateurs : 37 492 Arbitrage : Ivan Bebek |
| 6 septembre 2013 · 21:30 UTC+3 · Historique des rencontres | Rapport  |         |                        | Olympiastadion, Helsinki Spectateurs : 37 492 Arbitrage : Ivan Bebek | Olympiastadion, Helsinki Spectateurs : 37 492 Arbitrage : Ivan Bebek |

| 7e match                                                    | Espagne                | 2 – 1   | Biélorussie    |                                                                       |                                                                       |
| 11 octobre 2013 · 22 h 00 UTC+2 · Historique des rencontres | Xavi 61e · Negredo 78e | (0 - 0) | 89e Kornilenko | Iberostar Estadio, Palma Spectateurs : 22 900 Arbitrage : Bas Nijhuis | Iberostar Estadio, Palma Spectateurs : 22 900 Arbitrage : Bas Nijhuis |
| 11 octobre 2013 · 22 h 00 UTC+2 · Historique des rencontres | Rapport                |         |                | Iberostar Estadio, Palma Spectateurs : 22 900 Arbitrage : Bas Nijhuis | Iberostar Estadio, Palma Spectateurs : 22 900 Arbitrage : Bas Nijhuis |

| 8e match                                                    | Espagne                | 2 – 0   | Géorgie |                                                                                  |                                                                                  |
| 15 octobre 2013 · 21 h 00 UTC+2 · Historique des rencontres | Negredo 26e · Mata 61e | (1 - 0) |         | Estadio Carlos Belmonte, Albacete Spectateurs : 16 133 Arbitrage : Florian Meyer | Estadio Carlos Belmonte, Albacete Spectateurs : 16 133 Arbitrage : Florian Meyer |
| 15 octobre 2013 · 21 h 00 UTC+2 · Historique des rencontres | Rapport                |         |         | Estadio Carlos Belmonte, Albacete Spectateurs : 16 133 Arbitrage : Florian Meyer | Estadio Carlos Belmonte, Albacete Spectateurs : 16 133 Arbitrage : Florian Meyer |

#### Buteurs
| Pos | Joueur          | Club              | Buts |
| --- | --------------- | ----------------- | ---- |
| 1   | Pedro           | FC Barcelone      | 4    |
| 2   | Álvaro Negredo  | Manchester City   | 3    |
| 3   | Jordi Alba      | FC Barcelone      | 2    |
| 3   | Sergio Ramos    | Real Madrid       | 2    |
| 4   | Juan Mata       | Chelsea           | 1    |
| 4   | Roberto Soldado | Tottenham Hotspur | 1    |
| 4   | Xavi            | FC Barcelone      | 1    |

### Préparation et sélection en 2014
| 5 mars 2014                       | Espagne             | 1 - 0   | Italie | Stade Vicente-Calderón Madrid, Espagne |  |
| 22h00 · Historique des rencontres | Pedro Rodríguez 63e | (0 - 0) |        |                                        |  |

| 30 mai 2014               | Espagne                         | 2 - 0   | Bolivie | Stade Ramón-Sánchez-Pizjuán Séville, Espagne |  |
| Historique des rencontres | Torres 51e (pen.) · Iniesta 84e | (0 - 0) |         |                                              |  |

| 7 juin 2014               | Salvador | 0 - 2     | Espagne       | FedEx Field Landover, Maryland, États-Unis |  |
| Historique des rencontres |          | (0 - 0 A) | Villa 60e 88e |                                            |  |

## Effectif
Pré-liste probable des 23 joueurs sélectionnés pour disputer la Coupe du monde de football 2014.
(La sélection officielle est annoncée le 25 mai 2014 par Vincente Del Bosque)
| N° | Pos. | Nom               | Date de naissance | Sélections | Buts | Club              |
| -- | ---- | ----------------- | ----------------- | ---------- | ---- | ----------------- |
| 1  | GB   | Iker Casillas     | 20 mai 1981       | 153        | 0    | Real Madrid       |
| 12 | GB   | David De Gea      | 7 novembre 1990   | 0          | 0    | Manchester United |
| 23 | GB   | Pepe Reina        | 31 août 1982      | 30         | 0    | SSC Naples        |
|    |      |                   |                   |            |      |                   |
| 2  | DF   | Raúl Albiol       | 4 septembre 1985  | 45         | 0    | SSC Naples        |
| 3  | DF   | Gerard Piqué      | 2 février 1987    | 59         | 4    | FC Barcelone      |
| 4  | DF   | Javi Martínez     | 2 septembre 1988  | 15         | 0    | Bayern Munich     |
| 5  | DF   | Juanfran          | 9 janvier 1985    | 7          | 1    | Atlético Madrid   |
| 15 | DF   | Sergio Ramos      | 30 mars 1986      | 116        | 9    | Real Madrid       |
| 18 | DF   | Jordi Alba        | 21 mars 1989      | 25         | 5    | FC Barcelone      |
| 22 | DF   | César Azpilicueta | 29 août 1989      | 6          | 0    | Chelsea FC        |
|    |      |                   |                   |            |      |                   |
| 6  | ML   | Andrés Iniesta    | 11 mai 1984       | 94         | 11   | FC Barcelone      |
| 8  | ML   | Xavi Hernandez    | 25 janvier 1980   | 131        | 13   | FC Barcelone      |
| 10 | ML   | Cesc Fàbregas     | 4 mai 1987        | 88         | 13   | FC Barcelone      |
| 13 | ML   | Juan Mata         | 28 avril 1988     | 32         | 9    | Manchester United |
| 14 | ML   | Xabi Alonso       | 25 novembre 1981  | 109        | 15   | Real Madrid       |
| 16 | ML   | Sergio Busquets   | 16 juillet 1988   | 64         | 0    | FC Barcelone      |
| 17 | ML   | Koke              | 8 janvier 1992    | 7          | 0    | Atlético Madrid   |
| 20 | ML   | Santi Cazorla     | 13 décembre 1984  | 61         | 11   | Arsenal           |
| 21 | ML   | David Silva       | 8 janvier 1986    | 78         | 20   | Manchester City   |
|    |      |                   |                   |            |      |                   |
| 7  | AT   | David Villa       | 3 décembre 1981   | 95         | 56   | Melbourne         |
| 9  | AT   | Fernando Torres   | 20 mars 1984      | 107        | 37   | Chelsea FC        |
| 11 | AT   | Pedro Rodriguez   | 28 juillet 1987   | 39         | 14   | FC Barcelone      |
| 19 | AT   | Diego Costa       | 7 octobre 1988    | 1          | 0    | Atlético Madrid   |

## Compétition

### Premier tour
L'Espagne fait partie du groupe B de la Coupe du monde de football de 2014, avec les Pays-Bas, le Chili et l'Australie. L'Espagne, championne du monde en titre, est éliminée alors qu'elle n'a pas encore joué tous ses matchs, après sa défaite contre le Chili, à la suite de sa défaite contre les Pays-Bas.
|   | Équipe    | Pts | J | G | N | P | Bp | Bc | Diff |
| 1 | Pays-Bas  | 9   | 3 | 3 | 0 | 0 | 10 | 3  | 7    |
| 2 | Chili     | 6   | 3 | 2 | 0 | 1 | 5  | 3  | 2    |
| 3 | Espagne   | 3   | 3 | 1 | 0 | 2 | 4  | 7  | -3   |
| 4 | Australie | 0   | 3 | 0 | 0 | 3 | 3  | 9  | -6   |

| J 1 | 13 juin 2014 | Espagne   | 1 - 5 | Pays-Bas  |
| J 1 | 13 juin 2014 | Chili     | 3 - 1 | Australie |
| J 2 | 18 juin 2014 | Australie | 2 - 3 | Pays-Bas  |
| J 2 | 18 juin 2014 | Espagne   | 0 - 2 | Chili     |
| J 3 | 23 juin 2014 | Australie | 0 - 3 | Espagne   |
| J 3 | 23 juin 2014 | Pays-Bas  | 2 - 0 | Chili     |

#### Espagne - Pays-Bas
| Match 3                                                  | Espagne                | 1 – 5   | Pays-Bas                                                             | Arena Fonte Nova, Salvador                                            |                                                                       |
| 13 juin 2014 · 16:00 (UTC-3) · Historique des rencontres | Xabi Alonso 27e (pen.) | (1 – 1) | 44e 72e Robin van Persie · 53e 80e Arjen Robben · 64e Stefan de Vrij | Spectateurs : 48 173 · Arbitrage : Nicola Rizzoli · Photos du match · | Spectateurs : 48 173 · Arbitrage : Nicola Rizzoli · Photos du match · |
| 13 juin 2014 · 16:00 (UTC-3) · Historique des rencontres | Rapport                |         |                                                                      | Spectateurs : 48 173 · Arbitrage : Nicola Rizzoli · Photos du match · | Spectateurs : 48 173 · Arbitrage : Nicola Rizzoli · Photos du match · |

| Espagne | Pays-Bas |

| ESPAGNE :          |    |                   |  |     |     |
|                    |    |                   |  |     |     |
| Gardien de but     | 1  | Iker Casillas     |  |     | 65e |
|                    | 3  | Gerard Piqué      |  |     |     |
|                    | 6  | Andrés Iniesta    |  |     |     |
|                    | 8  | Xavi              |  |     |     |
|                    | 14 | Xabi Alonso       |  | 62e |     |
|                    | 15 | Sergio Ramos      |  |     |     |
|                    | 16 | Sergio Busquets   |  |     |     |
|                    | 18 | Jordi Alba        |  |     |     |
|                    | 19 | Diego Costa       |  | 62e |     |
|                    | 21 | David Silva       |  | 78e |     |
|                    | 22 | César Azpilicueta |  |     |     |
| Remplaçants :      |    |                   |  |     |     |
|                    | 9  | Fernando Torres   |  | 62e |     |
|                    | 11 | Pedro             |  | 62e |     |
|                    | 10 | Cesc Fàbregas     |  | 78e |     |
| Sélectionneur :    |    |                   |  |     |     |
| Vicente del Bosque |    |                   |  |     |     |

| PAYS-BAS :      |    |                     |  |     |     |
|                 |    |                     |  |     |     |
| Gardien de but  | 1  | Jasper Cillessen    |  |     |     |
|                 | 2  | Ron Vlaar           |  |     |     |
|                 | 3  | Stefan de Vrij      |  | 77e | 41e |
|                 | 4  | Bruno Martins Indi  |  |     |     |
|                 | 5  | Daley Blind         |  |     |     |
|                 | 6  | Nigel de Jong       |  |     |     |
|                 | 7  | Daryl Janmaat       |  |     |     |
|                 | 8  | Jonathan de Guzmán  |  | 62e | 25e |
|                 | 9  | Robin van Persie    |  | 79e | 66e |
|                 | 10 | Wesley Sneijder     |  |     |     |
|                 | 11 | Arjen Robben        |  |     |     |
| Remplaçants :   |    |                     |  |     |     |
|                 | 20 | Georginio Wijnaldum |  | 62e |     |
|                 | 13 | Joël Veltman        |  | 77e |     |
|                 | 17 | Jeremain Lens       |  | 79e |     |
| Sélectionneur : |    |                     |  |     |     |
| Louis van Gaal  |    |                     |  |     |     |

| Assistants : Renato Faverani Andrea Stefani Quatrième arbitre : Svein Oddvar Moen Cinquième arbitre : Kim Thomas Haglund Homme du Match : Robin van Persie |

#### Espagne - Chili
| Match 19                                                 | Espagne | 0 - 2   | Chili                                     | Stade Maracanã, Rio de Janeiro                                     |                                                                    |
| 18 juin 2014 · 16:00 (UTC-3) · Historique des rencontres |         | (0 - 2) | 20e Eduardo Vargas · 43e Charles Aránguiz | Spectateurs : 74 101 · Arbitrage : Mark Geiger · Photos du match · | Spectateurs : 74 101 · Arbitrage : Mark Geiger · Photos du match · |
| 18 juin 2014 · 16:00 (UTC-3) · Historique des rencontres | Rapport |         |                                           | Spectateurs : 74 101 · Arbitrage : Mark Geiger · Photos du match · | Spectateurs : 74 101 · Arbitrage : Mark Geiger · Photos du match · |

| Espagne | Chili |

| ESPAGNE :          |    |                   |  |     |     |
|                    |    |                   |  |     |     |
| Gardien de but     | 1  | Iker Casillas     |  |     |     |
|                    | 4  | Javi Martínez     |  |     |     |
|                    | 6  | Andrés Iniesta    |  |     |     |
|                    | 11 | Pedro Rodriguez   |  | 76e |     |
|                    | 14 | Xabi Alonso       |  | 46e | 41e |
|                    | 15 | Sergio Ramos      |  |     |     |
|                    | 16 | Sergio Busquets   |  |     |     |
|                    | 18 | Jordi Alba        |  |     |     |
|                    | 19 | Diego Costa       |  | 64e |     |
|                    | 21 | David Silva       |  |     |     |
|                    | 22 | César Azpilicueta |  |     |     |
| Remplaçants :      |    |                   |  |     |     |
|                    | 17 | Koke              |  | 46e |     |
|                    | 9  | Fernando Torres   |  | 64e |     |
|                    | 20 | Santi Cazorla     |  | 76e |     |
| Sélectionneur :    |    |                   |  |     |     |
| Vicente del Bosque |    |                   |  |     |     |

| CHILI :         |    |                         |  |     |     |
|                 |    |                         |  |     |     |
| Gardien de but  | 1  | Claudio Bravo           |  |     |     |
|                 | 2  | Eugenio Mena            |  |     | 61e |
|                 | 4  | Mauricio Isla           |  |     |     |
|                 | 5  | Francisco Silva Gajardo |  |     |     |
|                 | 7  | Alexis Sánchez          |  |     |     |
|                 | 8  | Arturo Vidal            |  | 88e | 26e |
|                 | 11 | Eduardo Vargas          |  | 85e |     |
|                 | 17 | Gary Medel              |  |     |     |
|                 | 18 | Gonzalo Jara            |  |     |     |
|                 | 20 | Charles Aránguiz        |  | 64e |     |
|                 | 21 | Marcelo Díaz            |  |     |     |
| Remplaçants :   |    |                         |  |     |     |
|                 | 16 | Felipe Gutiérrez        |  | 64e |     |
|                 | 10 | Jorge Valdivia          |  | 85e |     |
|                 | 6  | Carlos Carmona          |  | 88e |     |
| Sélectionneur : |    |                         |  |     |     |
| Jorge Sampaoli  |    |                         |  |     |     |

| Assistants : Mark Hurd Joe Fletcher Quatrième arbitre : Nawaf Shukralla Cinquième arbitre : Yaser Tulefat Homme du Match : Eduardo Vargas |

#### Australie - Espagne
| Match 35                                                 | Australie | 0 - 3   | Espagne                                               | Stade Joaquim-Américo-Guimarães, Curitiba                              |                                                                        |
| 23 juin 2014 · 13:00 (UTC-3) · Historique des rencontres |           | (0 - 1) | 36e David Villa · 69e Fernando Torres · 82e Juan Mata | Spectateurs : 39 375 · Arbitrage : Nawaf Shukralla · Photos du match · | Spectateurs : 39 375 · Arbitrage : Nawaf Shukralla · Photos du match · |
| 23 juin 2014 · 13:00 (UTC-3) · Historique des rencontres | Rapport   |         |                                                       | Spectateurs : 39 375 · Arbitrage : Nawaf Shukralla · Photos du match · | Spectateurs : 39 375 · Arbitrage : Nawaf Shukralla · Photos du match · |

| Australie | Espagne |

| AUSTRALIE :      |    |                    |  |     |       |
|                  |    |                    |  |     |       |
| Gardien de but   | 1  | Mathew Ryan        |  |     |       |
|                  | 3  | Jason Davidson     |  |     |       |
|                  | 6  | Matthew Špiranović |  |     | 88e   |
|                  | 7  | Mathew Leckie      |  |     |       |
|                  | 9  | Adam Taggart       |  | 46e |       |
|                  | 11 | Tommy Oar          |  | 61e |       |
|                  | 13 | Oliver Bozanić     |  | 72e |       |
|                  | 15 | Mile Jedinak       |  |     | 90+2e |
|                  | 17 | Matt McKay         |  |     |       |
|                  | 19 | Ryan McGowan       |  |     |       |
|                  | 22 | Alex Wilkinson     |  |     |       |
| Remplaçants :    |    |                    |  |     |       |
|                  | 10 | Ben Halloran       |  | 46e |       |
|                  | 14 | James Troisi       |  | 61e |       |
|                  | 23 | Mark Bresciano     |  | 72e |       |
| Sélectionneur :  |    |                    |  |     |       |
| Ange Postecoglou |    |                    |  |     |       |

| ESPAGNE :          |    |                 |  |     |     |
|                    |    |                 |  |     |     |
| Gardien de but     | 23 | Pepe Reina      |  |     |     |
|                    | 2  | Raúl Albiol     |  |     |     |
|                    | 5  | Juanfran        |  |     |     |
|                    | 6  | Andrés Iniesta  |  |     |     |
|                    | 7  | David Villa     |  | 57e |     |
|                    | 9  | Fernando Torres |  |     |     |
|                    | 14 | Xabi Alonso     |  | 84e |     |
|                    | 15 | Sergio Ramos    |  |     | 62e |
|                    | 17 | Koke            |  |     |     |
|                    | 18 | Jordi Alba      |  |     |     |
|                    | 20 | Santi Cazorla   |  | 68e |     |
| Remplaçants :      |    |                 |  |     |     |
|                    | 13 | Juan Mata       |  | 57e |     |
|                    | 10 | Cesc Fàbregas   |  | 68e |     |
|                    | 21 | David Silva     |  | 84e |     |
| Sélectionneur :    |    |                 |  |     |     |
| Vicente del Bosque |    |                 |  |     |     |

| Assistants : Yaser Tulefat Ebrahim Saleh Quatrième arbitre : Norbert Hauata Cinquième arbitre : Aden Marwa Homme du Match : David Villa |

## Statistiques

### Temps de jeu
| Joueur            |          |          |          | TT       | But inscrit | MJ       | MT       | Légende |
| ----------------- | -------- | -------- | -------- | -------- | ----------- | -------- | -------- | --- |
| Gardiens          | Gardiens | Gardiens | Gardiens | Gardiens | Gardiens    | Gardiens | Gardiens | Abréviations et symboles : · TT : Total de minutes jouées · MJ : Nombre de matchs joués · MT : Matchs joués en tant que titulaire · : but · : joueur entré · : joueur remplacé · : capitaine · : carton jaune · : carton rouge |
| Iker Casillas     | 90       | 90       | 0        | 180      | 0           | 2        | 2        | Abréviations et symboles : · TT : Total de minutes jouées · MJ : Nombre de matchs joués · MT : Matchs joués en tant que titulaire · : but · : joueur entré · : joueur remplacé · : capitaine · : carton jaune · : carton rouge |
| David de Gea      | 0        | 0        | 0        | 0        | 0           | 0        | 0        | Abréviations et symboles : · TT : Total de minutes jouées · MJ : Nombre de matchs joués · MT : Matchs joués en tant que titulaire · : but · : joueur entré · : joueur remplacé · : capitaine · : carton jaune · : carton rouge |
| Pepe Reina        | 0        | 0        | 90       | 90       | 0           | 1        | 1        | Abréviations et symboles : · TT : Total de minutes jouées · MJ : Nombre de matchs joués · MT : Matchs joués en tant que titulaire · : but · : joueur entré · : joueur remplacé · : capitaine · : carton jaune · : carton rouge |
| Défenseurs        |          |          |          |          |             |          |          | Abréviations et symboles : · TT : Total de minutes jouées · MJ : Nombre de matchs joués · MT : Matchs joués en tant que titulaire · : but · : joueur entré · : joueur remplacé · : capitaine · : carton jaune · : carton rouge |
| Raúl Albiol       |          |          |          |          |             |          |          | Abréviations et symboles : · TT : Total de minutes jouées · MJ : Nombre de matchs joués · MT : Matchs joués en tant que titulaire · : but · : joueur entré · : joueur remplacé · : capitaine · : carton jaune · : carton rouge |
| Gerard Piqué      |          |          |          |          |             |          |          | Abréviations et symboles : · TT : Total de minutes jouées · MJ : Nombre de matchs joués · MT : Matchs joués en tant que titulaire · : but · : joueur entré · : joueur remplacé · : capitaine · : carton jaune · : carton rouge |
| Juanfran          |          |          |          |          |             |          |          | Abréviations et symboles : · TT : Total de minutes jouées · MJ : Nombre de matchs joués · MT : Matchs joués en tant que titulaire · : but · : joueur entré · : joueur remplacé · : capitaine · : carton jaune · : carton rouge |
| Sergio Ramos      |          |          |          |          |             |          |          | Abréviations et symboles : · TT : Total de minutes jouées · MJ : Nombre de matchs joués · MT : Matchs joués en tant que titulaire · : but · : joueur entré · : joueur remplacé · : capitaine · : carton jaune · : carton rouge |
| Jordi Alba        |          |          |          |          |             |          |          | Abréviations et symboles : · TT : Total de minutes jouées · MJ : Nombre de matchs joués · MT : Matchs joués en tant que titulaire · : but · : joueur entré · : joueur remplacé · : capitaine · : carton jaune · : carton rouge |
| César Azpilicueta |          |          |          |          |             |          |          | Abréviations et symboles : · TT : Total de minutes jouées · MJ : Nombre de matchs joués · MT : Matchs joués en tant que titulaire · : but · : joueur entré · : joueur remplacé · : capitaine · : carton jaune · : carton rouge |
| Milieux           |          |          |          |          |             |          |          | Abréviations et symboles : · TT : Total de minutes jouées · MJ : Nombre de matchs joués · MT : Matchs joués en tant que titulaire · : but · : joueur entré · : joueur remplacé · : capitaine · : carton jaune · : carton rouge |
| Javi Martínez     |          |          |          |          |             |          |          | Abréviations et symboles : · TT : Total de minutes jouées · MJ : Nombre de matchs joués · MT : Matchs joués en tant que titulaire · : but · : joueur entré · : joueur remplacé · : capitaine · : carton jaune · : carton rouge |
| Andrés Iniesta    |          |          |          |          |             |          |          | Abréviations et symboles : · TT : Total de minutes jouées · MJ : Nombre de matchs joués · MT : Matchs joués en tant que titulaire · : but · : joueur entré · : joueur remplacé · : capitaine · : carton jaune · : carton rouge |
| Xavi              |          |          |          |          |             |          |          | Abréviations et symboles : · TT : Total de minutes jouées · MJ : Nombre de matchs joués · MT : Matchs joués en tant que titulaire · : but · : joueur entré · : joueur remplacé · : capitaine · : carton jaune · : carton rouge |
| Cesc Fàbregas     |          |          |          |          |             |          |          | Abréviations et symboles : · TT : Total de minutes jouées · MJ : Nombre de matchs joués · MT : Matchs joués en tant que titulaire · : but · : joueur entré · : joueur remplacé · : capitaine · : carton jaune · : carton rouge |
| Juan Mata         |          |          |          |          |             |          |          | Abréviations et symboles : · TT : Total de minutes jouées · MJ : Nombre de matchs joués · MT : Matchs joués en tant que titulaire · : but · : joueur entré · : joueur remplacé · : capitaine · : carton jaune · : carton rouge |
| Xabi Alonso       |          |          |          |          |             |          |          | Abréviations et symboles : · TT : Total de minutes jouées · MJ : Nombre de matchs joués · MT : Matchs joués en tant que titulaire · : but · : joueur entré · : joueur remplacé · : capitaine · : carton jaune · : carton rouge |
| Sergio Busquets   |          |          |          |          |             |          |          | Abréviations et symboles : · TT : Total de minutes jouées · MJ : Nombre de matchs joués · MT : Matchs joués en tant que titulaire · : but · : joueur entré · : joueur remplacé · : capitaine · : carton jaune · : carton rouge |
| Koke              |          |          |          |          |             |          |          | Abréviations et symboles : · TT : Total de minutes jouées · MJ : Nombre de matchs joués · MT : Matchs joués en tant que titulaire · : but · : joueur entré · : joueur remplacé · : capitaine · : carton jaune · : carton rouge |
| Santi Cazorla     |          |          |          |          |             |          |          | Abréviations et symboles : · TT : Total de minutes jouées · MJ : Nombre de matchs joués · MT : Matchs joués en tant que titulaire · : but · : joueur entré · : joueur remplacé · : capitaine · : carton jaune · : carton rouge |
| David Silva       |          |          |          |          |             |          |          | Abréviations et symboles : · TT : Total de minutes jouées · MJ : Nombre de matchs joués · MT : Matchs joués en tant que titulaire · : but · : joueur entré · : joueur remplacé · : capitaine · : carton jaune · : carton rouge |
| Attaquants        |          |          |          |          |             |          |          | Abréviations et symboles : · TT : Total de minutes jouées · MJ : Nombre de matchs joués · MT : Matchs joués en tant que titulaire · : but · : joueur entré · : joueur remplacé · : capitaine · : carton jaune · : carton rouge |
| David Villa       |          |          |          | 1        | 1           |          |          | Abréviations et symboles : · TT : Total de minutes jouées · MJ : Nombre de matchs joués · MT : Matchs joués en tant que titulaire · : but · : joueur entré · : joueur remplacé · : capitaine · : carton jaune · : carton rouge |
| Fernando Torres   |          |          |          |          |             |          |          | Abréviations et symboles : · TT : Total de minutes jouées · MJ : Nombre de matchs joués · MT : Matchs joués en tant que titulaire · : but · : joueur entré · : joueur remplacé · : capitaine · : carton jaune · : carton rouge |
| Pedro Rodríguez   |          |          |          |          |             |          |          | Abréviations et symboles : · TT : Total de minutes jouées · MJ : Nombre de matchs joués · MT : Matchs joués en tant que titulaire · : but · : joueur entré · : joueur remplacé · : capitaine · : carton jaune · : carton rouge |
| Diego Costa       |          |          |          |          |             |          |          | Abréviations et symboles : · TT : Total de minutes jouées · MJ : Nombre de matchs joués · MT : Matchs joués en tant que titulaire · : but · : joueur entré · : joueur remplacé · : capitaine · : carton jaune · : carton rouge |

| Buts | Joueurs | Adversaires |
| ---- | ------- | ----------- |
|      |         |             |
|      |         |             |

| Buts | Joueurs | Adversaires |
| ---- | ------- | ----------- |
|      |         |             |
|      |         |             |